# Coenochilus latus
Coenochilus latus är en skalbaggsart som beskrevs av Jan Krikken 1980. Coenochilus latus ingår i släktet Coenochilus och familjen Cetoniidae. Inga underarter finns listade i Catalogue of Life.